# Leptolaena cuspidata
Leptolaena cuspidata är en tvåhjärtbladig växtart som beskrevs av John Gilbert Baker. Leptolaena cuspidata ingår i släktet Leptolaena och familjen Sarcolaenaceae. Inga underarter finns listade i Catalogue of Life.